# O Conto da Ilha Desconhecida
O Conto da Ilha Desconhecida é um livro do escritor português José Saramago, lançado em 1997. É uma história na qual, em poucas páginas, o autor descreve metaforicamente o mundo, referindo também aspectos do ser humano, suas ambições e, em especial, as suas frustrações. Através desse texto o autor realiza também uma critica à burocracia, logo no inicio de seu texto.
A obra retoma um mote caro a Fernando Pessoa: "Para viajar, basta existir". É quando o sonho e a imaginação tornam a aventura possível e a ficção é capaz de levar o homem daqui para ali, saindo ele do lugar ou não.

## Sinopse
Trata-se de um homem que, depois de insistir muito, consegue do rei uma embarcação para procurar uma ilha que, segundo ele, ainda não tinha sido descoberta por viajantes e geógrafos.

## Trechos do livro
"O homem nem sonha que, não tendo ainda sequer começado a recrutar os tripulantes, já leva atrás de si a futura encarregada das baldeações e outros asseios, também é deste modo que o destino costuma comportar-se connosco, já está mesmo atrás de nós, já estendeu a mão para tocar-nos o ombro, e nós ainda vamos a murmurar, Acabou-se, não há mais que ver, é tudo igual."
"Quero encontrar a ilha desconhecida, quero saber quem sou quando nela estiver, Não o sabes, Se não sais de ti, não chegas a saber quem és."

## Adaptação
A obra tem uma adaptação de teatro, realizada pelo  Gate Theatre, Notting Hill de Setembro/Outubro de 2017.